# Кастелнуово дел Весково (Кремона)
Кастелнуово дел Весково је насеље у Италији у округу Кремона, региону Ломбардија.
Према процени из 2011. у насељу је живело 15 становника. Насеље се налази на надморској висини од 43 м.